# Калленс, Элс
Элс Калленс (нидерл. Els Callens; род. 20 августа 1970 в Антверпене) — бывшая профессиональная теннисистка из Бельгии, бронзовый призёр Олимпийских игр 2000 года в Сиднее в женском парном разряде.

## Спортивная карьера
Свою карьеру в профессиональном теннисе Калленс начала в январе 1990 года. За первые пять лет в качестве профессиональной теннисистки выиграла восемь турниров под эгидой Международной федерации тенниса (ITF). В июне 1995 года впервые вошла в сотню лучших теннисисток согласно рейтингу WTA.
В 1996 году Калленс единственный раз в своей карьере вышла в финал турнира WTA в одиночном разряде и выиграла свой первый турнир в парах («ASB Classic» в Окленде, с Жюли Алар-Декюжи). Этот сезон она закончила в числе 50 сильнейших теннисисток мира в одиночном разряде. В 1997 году в Кубке Федерации она обыграла четвёртую ракетку мира Аранчу Санчес.
В 1998 году Калленс выиграла ещё два турнира в паре с Алар-Декюжи. В 2000 году она выступала в паре со своей соотечественницей Доминик ван Рост, выиграла турнир в Лос-Анджелесе и завоевала «бронзу» Олимпиады в Сиднее. В полуфинале олимпийского турнира пара из Нидерландов проиграла будущим чемпионкам Винус и Серене Уильямс, но в матче за бронзовые медали взяла верх над соперницами из Беларуси Барабанщиковой и Зверевой 4-6, 6-4, 6-1. Ван Рост и Калленс также дошли в этом году до полуфинала Открытого чемпионата США — лучшее достижение Калленс в турнирах Большого шлема. Этот результат она повторила ещё дважды в 2002 году, на Открытом чемпионате Австралии и Открытом чемпионате США, но уже в миксте в паре с Робби Кёнигом из ЮАР.
В 2001 году сборная Бельгии встретилась с командой России в финале Кубка Федерации. Калленс и Лоранс Куртуа проиграли парную встречу Елене Лиховцевой и Надежде Петровой, но это не помешало бельгийкам одержать общую победу со счётом 2-1.
В 2002 году Калленс выиграла свой последний турнир ITF в одиночном разряде, но продолжала побеждать в парных соревнованиях вплоть до 2005 года, когда она выиграла турнир в своём родном Антверпене в паре с Карой Блэк. Она решила закончить карьеру 26 октября 2005 года, после поражения во втором раунде турнира «Газ де Франс Старс», проходившего в Хасселте; по сути, это и был её прощальный матч. Сейчас Калленс работает спортивным комментатором и обозревателем на бельгийском радио и телевидении. Впрочем, бельгийка не забывает и теннис - в 2011-м году она приняла участие в нескольких турнирах начального уровня женского цикла ITF в парном разряде.

## Участие в финалах турниров WTA
| Легенда            |
| Большой шлем       |
| Чемпионат WTA тура |
| I категория        |
| II категория       |
| III категория      |
| IV-V категория     |

### Одиночный разряд

#### Поражение (1)
| Год  | Турнир                         | Покрытие | Соперница в финале | Счёт в финале |
| ---- | ------------------------------ | -------- | ------------------ | ------------- |
| 1996 | Bell Challenge, Квебек, Канада | Хард     | Лиза Реймонд       | 4–6, 4–6      |

### Парный разряд

#### Победы (10)
| Год  | Турнир                                 | Покрытие | Партнёр                 | Соперницы в финале                    | Счёт в финале |
| ---- | -------------------------------------- | -------- | ----------------------- | ------------------------------------- | ------------- |
| 1996 | Amway Classic, Окленд, Новая Зеландия  | Хард     | Жюли Алар-Декюжи        | Кристин Кунце Джилл Хетерингтон       | 6–1, 6–0      |
| 1998 | DFS Classic, Бирмингем, Великобритания | Трава    | Жюли Алар-Декюжи        | Лиза Реймонд Ренне Стаббс             | 2–6, 6–4, 6–4 |
| 1998 | PTT Pattaya Open, Таиланд              | Хард     | Жюли Алар-Декюжи        | Александра Ольша Рика Хираки          | 3–6, 6–2, 6–2 |
| 2000 | estyle.com Classic, Лос-Анджелес, США  | Хард     | Доминик ван Роост       | Кимберли По-Мессерли Анн-Гелль Сидо   | 6–2, 7–5      |
| 2001 | Открытый чемпионат Германии, Берлин    | Грунт    | Меганн Шонесси          | Кара Блэк Елена Лиховцева             | 6–4, 6–3      |
| 2001 | Антверпен, Бельгия                     | Грунт    | Вирхиния Руано-Паскуаль | Кристи Боогерт Мириам Ореманс         | 6–3, 3–6, 6–4 |
| 2002 | DFS Classic, Бирмингем (2)             | Трава    | Синобу Асагоэ           | Кимберли По-Мессерли Натали Тозья     | 6–4, 6–3      |
| 2003 | DFS Classic, Бирмингем (3)             | Трава    | Мейлен Ту               | Алисия Молик Мартина Навратилова      | 7–5, 6–4      |
| 2004 | Diamond Games, Антверпен               | Грунт    | Кара Блэк               | Елени Данилиду Мириам Казанова        | 6–2, 6–1      |
| 2005 | Diamond Games (2)                      | Грунт    | Кара Блэк               | Анабель Медина Гарригес Динара Сафина | 3–6, 6–4, 6–4 |

#### Поражения (12)
| Год  | Турнир                                         | Покрытие | Партнёр              | Соперницы в финале                   | Счёт в финале  |
| ---- | ---------------------------------------------- | -------- | -------------------- | ------------------------------------ | -------------- |
| 1996 | Кардифф, Великобритания                        | Грунт    | Лоранс Куртуа        | Катрина Адамс Мариан де Свардт       | 0–6, 4–6       |
| 2000 | Bell Challenge, Квебек, Канада                 | Хард     | Кимберли По          | Николь Пратт Меганн Шонесси          | 3–6, 4–6       |
| 2001 | Вайколоа Вилэйдж, США                          | Хард     | Николь Пратт         | Тина Крижан Катарина Среботник       | 2–6, 3–6       |
| 2001 | Generali Ladies Linz, Австрия                  | Хард     | Чанда Рубин          | Елена Докич Надежда Петрова          | 1–6, 4–6       |
| 2002 | Toray Pan Pacific Open, Токио, Япония          | Ковёр    | Роберта Винчи        | Лиза Реймонд Ренне Стаббс            | 1–6, 1–6       |
| 2002 | Сарасота, Флорида, США                         | Грунт    | Кончита Мартинес     | Елена Докич Елена Лиховцева          | 7–65, 3–6, 3–6 |
| 2003 | JPMorgan Chase Open, Лос-Анджелес, США         | Хард     | Елена Бовина         | Мари Пьерс Ренне Стаббс              | 3–6, 3–6       |
| 2003 | Bell Challenge, Квебек (2)                     | Хард     | Мейлен Ту            | Ли Тин Сунь Тяньтянь                 | 3–6, 3–6       |
| 2004 | ANZ Tasmanian International, Хобарт, Австралия | Хард     | Барбара Шетт         | Синобу Асагоэ Сейко Окамото          | 6–2, 4–6, 3–6  |
| 2004 | Гран-при Лаллы Мерьем, Марокко                 | Грунт    | Катарина Среботник   | Марион Бартоли Эмили Луа             | 4–6, 2–6       |
| 2004 | Odlum Brown Vancouver Open, Канада             | Хард     | Анна-Лена Грёнефельд | Бетани Маттек-Сандс Эбигейл Спирс    | 3–6, 3–6       |
| 2004 | Bell Challenge, Квебек (3)                     | Хард     | Саманта Стосур       | Карли Гулликсон Мария-Эмилия Салерни | 5–7, 5–7       |